# Pachypodium lamerei
Pachypodium lamerei es una especie del género Pachypodium endémica de la isla de Madagascar. Es conocida comúnmente como palmera de Madagascar, a pesar de no ser una palmera en absoluto.

## Descripción

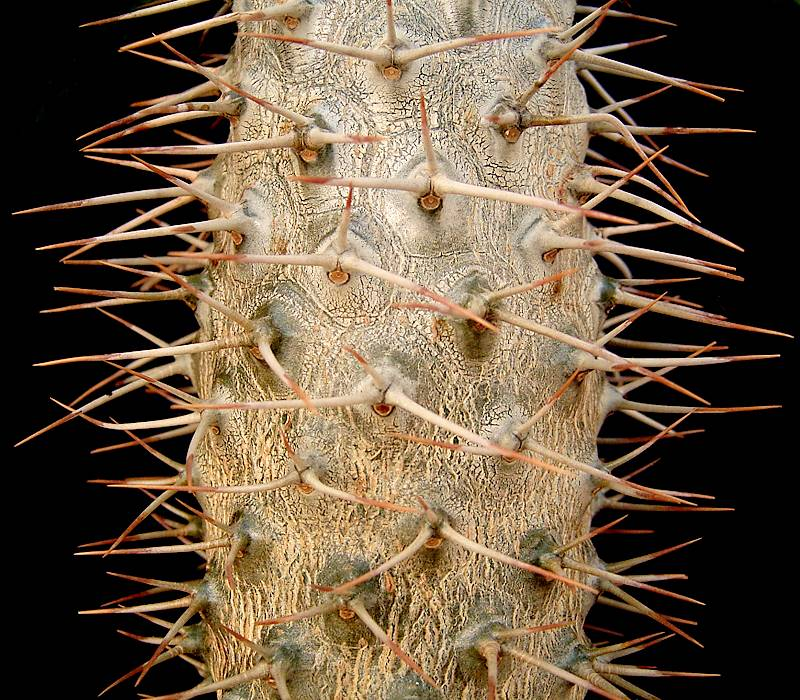
Detalle del tallo

Pachypodium lamerei, en su hábitat natural puede llegar a alcanzar más de 8 m de altura. El tronco es grueso, más ancho en la base (de hasta 90 cm de diámetro).  
Las hojas,  de hasta 40 cm de largo, están situadas en la parte superior de la planta, las inferiores van cayendo a medida que el tallo crece, dejando una pequeña cicatriz por debajo de la areola de donde surgen tres largas y fuertes espinas dispuestas triangularmente, estos grupos espinosos de disponen en líneas diagonales a lo largo de todo el tronco. 

Las flores, de unos 8 cm, son blancas y surgen del ápice de las ramas. 

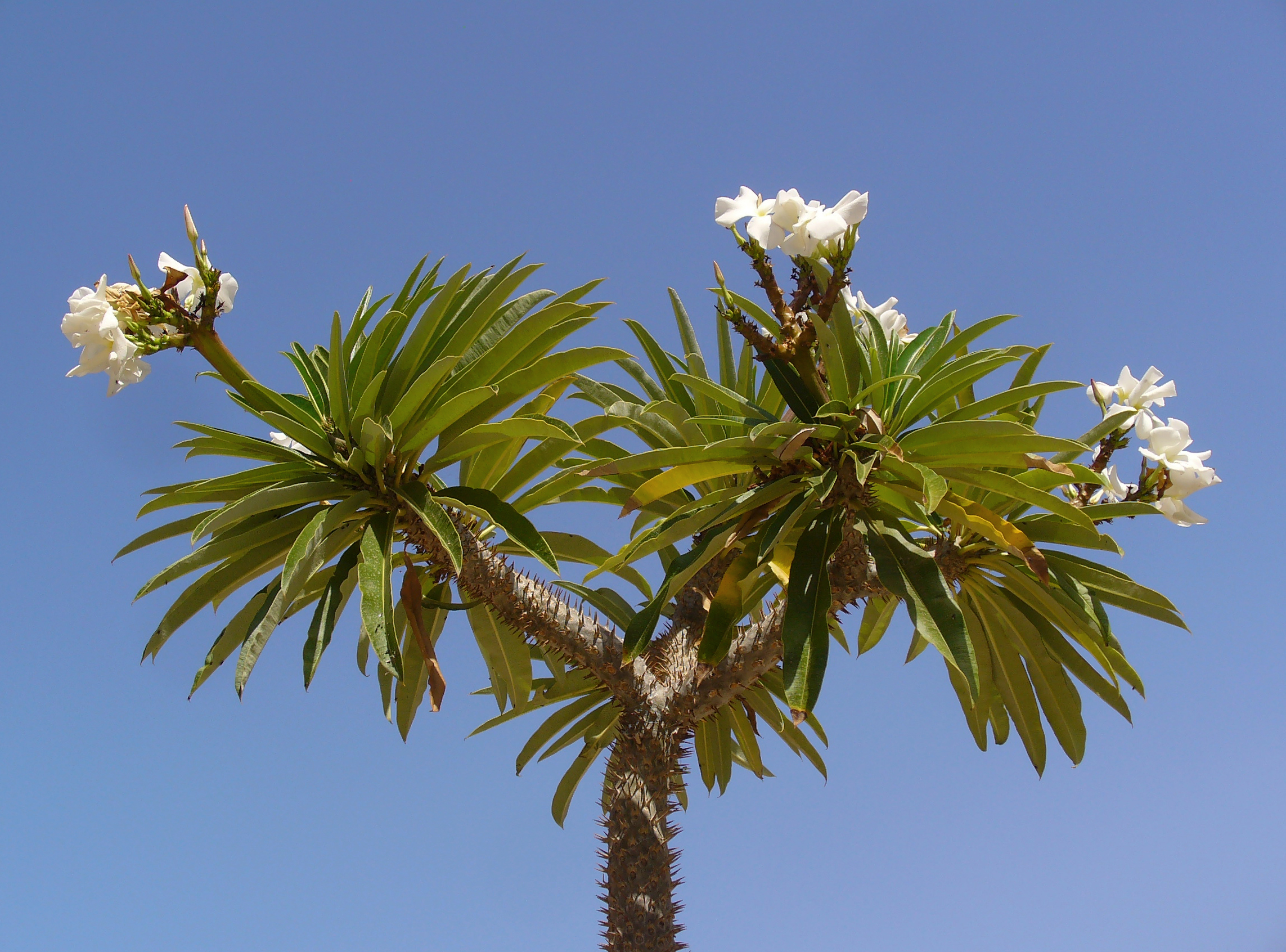
Planta en flor

## Distribución y hábitat
El área de distribución nativa de esta especie es el sur de Madagascar central y el sur de Madagascar y crece principalmente en el bioma tropical estacionalmente seco.

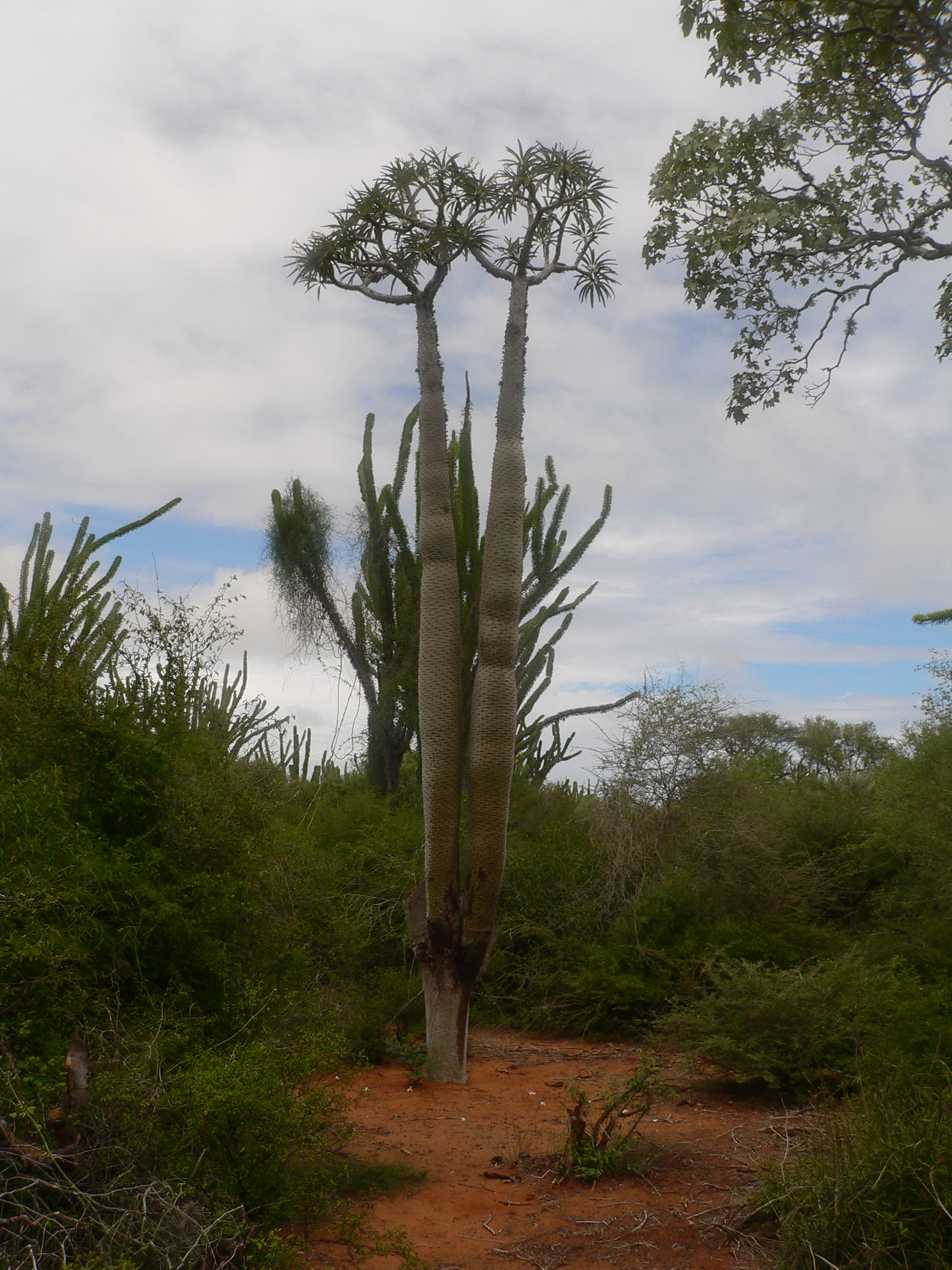
Vista de la planta

## Taxonomía
Pachypodium lamerei fue descrita por le botánico francés Emmanuel Drake del Castillo y publicada por priemera vez en la revista científica Bulletin du Muséum d'Histoire Naturelle 5: 308 en 1899.
Etimología
- Pachypodium: nombre genérico que proviene de la combinación de dos términos del griego antiguo: pachys (que significa 'grueso') y podium (que significa 'pie' o 'base'), haciendo referencia a la característica morfología de muchas especies del género, que suelen tener troncos o tallos robustos y suculentos.
- lamerei: epíteto específico otorgado en honor a un naturalista de apellido Lamer.

## Estado de conservación
En la Lista Roja de Especies Amenazadas de la UICN, la especie está clasificada como de “Preocupación Menor (LC)”.

## Usos
La especie se ha convertido en una de las más conocidas en cultivo doméstico, siendo relativamente fácil de propagar y crecer. 